# Ярмо и стрелы

Ярмо и стрелы

Ярмо и стрелы (исп. Yugo y flechas), также известные как ярмо и пучок стрел (исп. Yugo y haz de flechas) — эмблема и элемент геральдики Испании, восходящий к династическому союзу католических королей Испании — супругов Фердинанда II Арагонского и Изабеллы I Кастильской. В дальнейшем ярмо и пучок стрел изображались на гербах всех последующих королей Испании в качестве символов единой Испании и доблестей испанского народа.
Над ярмом и стрелами иногда изображались буквы Y и F, что представляло собой аллюзию на имена монархов. Так, имя королевы Изабеллы в орфографии испанского языка того времени писалось как Ysabel, и с этой же буквы Y начиналось слово «ярмо» (yugo); аналогично с буквы F начиналось имя Фердинанда (Fernando) и слово «стрелы» (flechas). Само по себе ярмо было отсылкой к Гордиеву узлу и девизу обоих монархов Tanto monta, monta tanto, Isabel como Fernando, а пучок стрел был отсылкой с распространённой в Европе притче о наставлении отцом сыновей с посылом — каждого легко сломить поодиночке как стрелу, но все вместе не сломаются, как не ломается пучок стрел.

## Испанская империя
Во времена существования Испанской империи ярмо и пучок стрел изображались не только на знамёнах Испании (в том числе королевском штандарте), но и на гербах городов Испанской империи, ныне входящих в состав независимых государств. В частности, ярмо и пучок стрел изображены на современном гербе города Панама и на гербе Содружества Пуэрто-Рико.

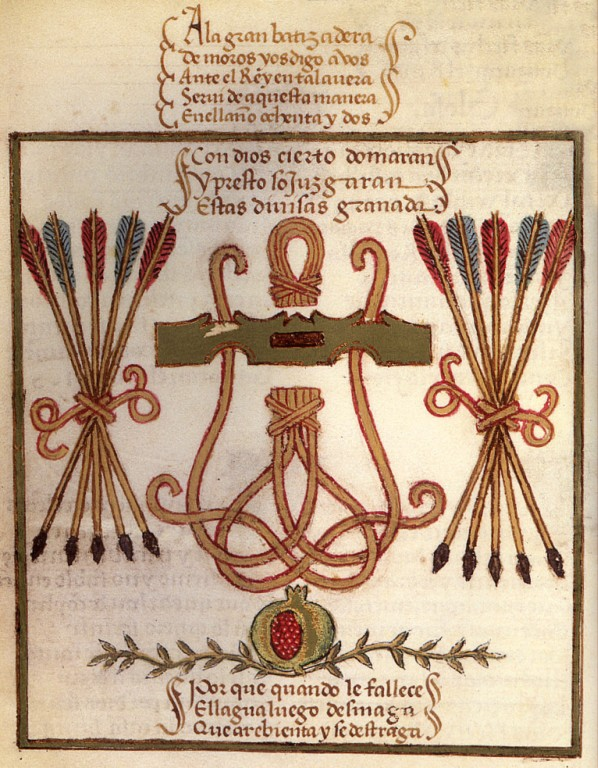
Ярмо и стрелы как эмблема Фердинанда II и Изабеллы
Герб Изабеллы Кастильской
Штандарт католических королей в 1475—1492 годах
Королевский штандарт Испании в 1492—1508 годах
Герб города Панама
Герб Пуэрто-Рико

## Франкизм и фалангизм
Ярмо и стрелы стали известны в XX веке как символ движения «Испанская фаланга» и идеологии франкизма. Они стали символом образованной в 1934 году политической партии «Испанская фаланга ХОНС», созданной после слияния Испанской фаланги и Союзов национал-синдикалистского наступления. Во время Гражданской войны ярмо и стрелы активно использовались сторонниками испанских националистов, а после их победы и воцарения фалангистов как единственной политической партии в Испании ярмо со стрелами оказалось на гербе Испании наравне с орлом Святого Иоанна.

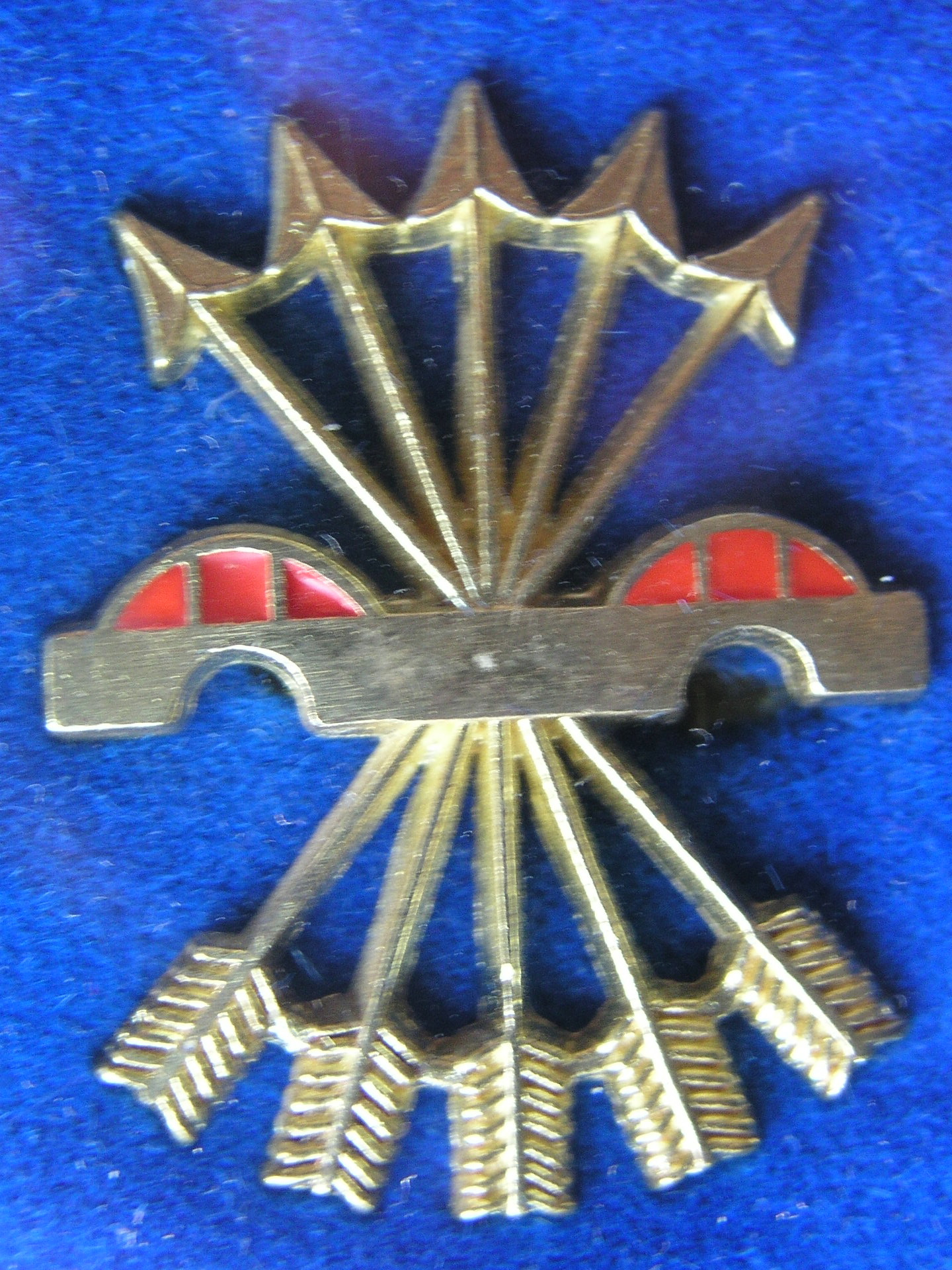
Значок испанских фалангистов
Флаг Испанской фаланги ХОНС
Чёрно-белая эмблема Испанской фаланги
Личный герб Франсиско Франко как главы Испании
Герб Франкистской Испании в 1939—1945 годах
Герб Франкистской Испании в 1945—1977 годах
Герб Франкистской Испании в 1977—1981 годах
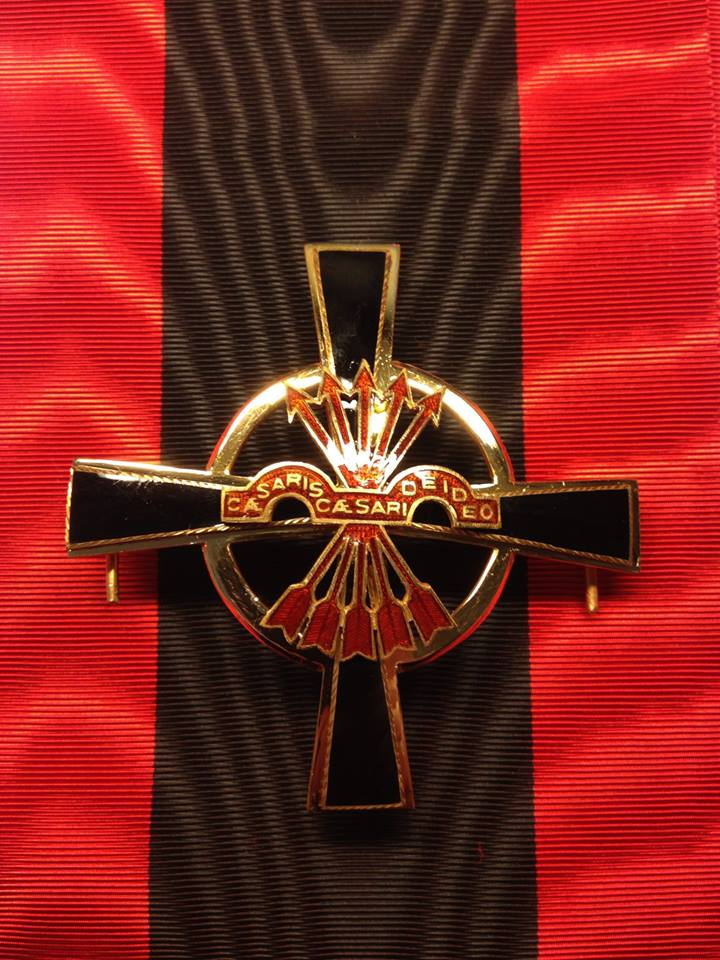
Большой крест Имперского ордена Ярма и Стрел
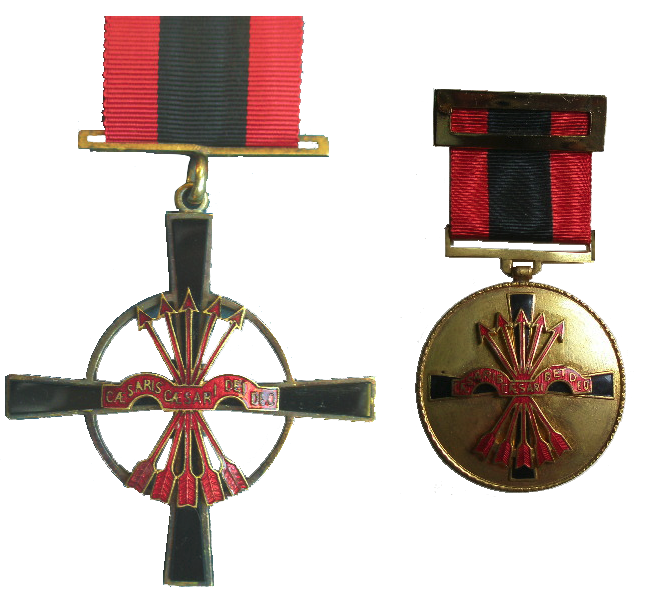
Медаль Имперского ордена Ярма и Стрел

## Наши дни
После смерти Франсиско Франко и состоявшегося перехода к демократии с учреждением конституционной монархии было принято решение больше не изображать ярмо и стрелы на гербе Испании, равно как и отказаться от орла Святого Иоанна. Ярмо и стрелы в настоящее время присутствуют на гербах отдельных регионов Испании, на гербах некоторых воинских формирований, в качестве символики современных правых фалангистских движений и даже на личном гербе короля Хуана Карлоса I. Унаследовавший ему престол король Филипп VI отказался от использования ярма и стрел.

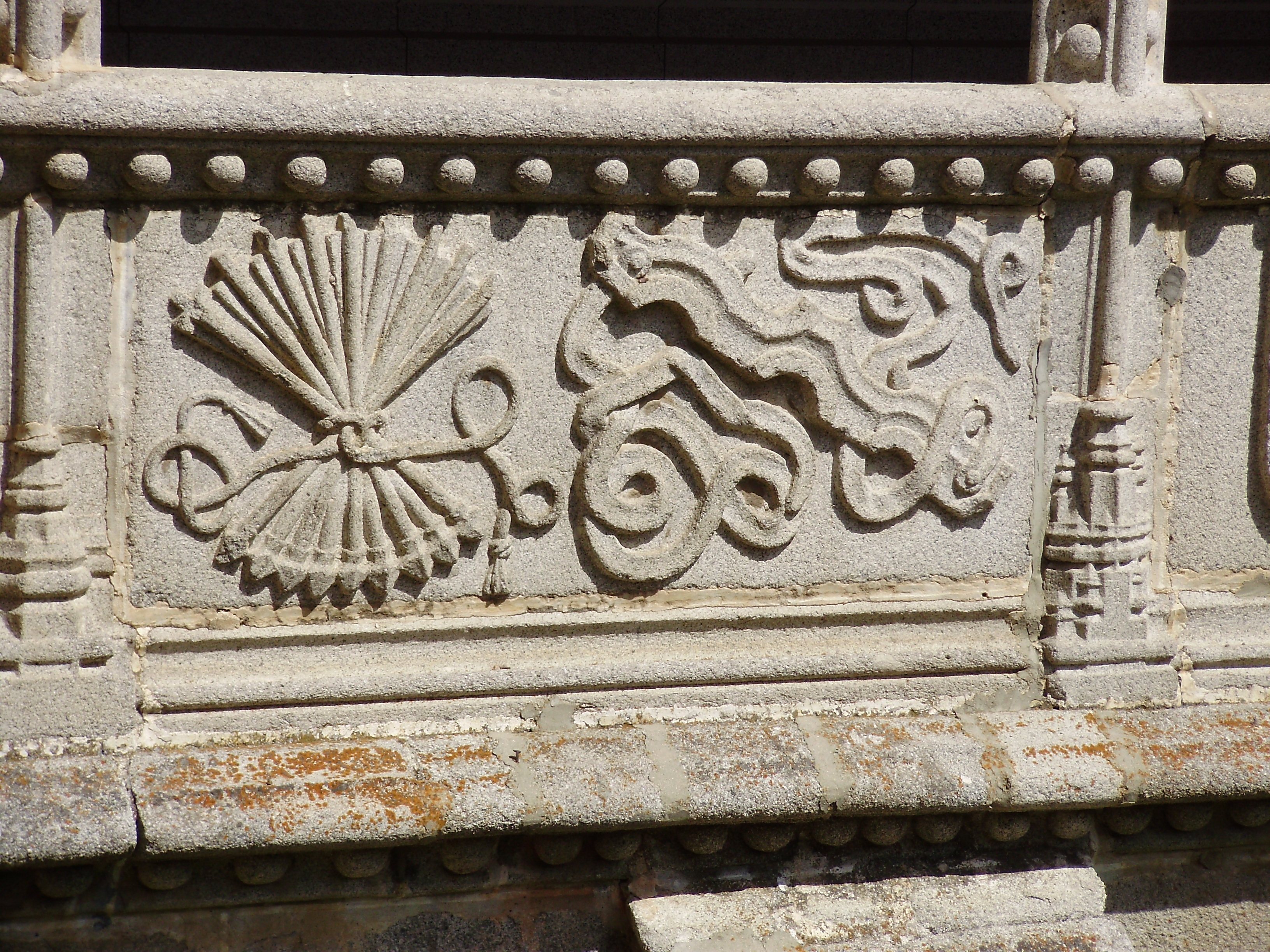
Ярмо и стрелы на стене здания в Испании
Личный герб короля Испании Хуана Карлоса I
Эмблема 2-й лёгкой бронекавалерийской группы Испанского легиона
Эмблема 29-го лёгкого пехотного полка «Изабелла Католичка»[исп.]
Герб провинции Малага
Герб города Ронда